# Italia ai campionati del mondo di atletica leggera 2007
La squadra italiana ai campionati del mondo di atletica leggera 2007, disputati ad Osaka dal 25 agosto al 2 settembre, è stata composta da 36 atleti (21 uomini e 15 donne). L'unica rinuncia è stata quella di Ester Balassini. Il direttore tecnico della nazionale è stato Nicola Silvaggi.
La squadra ha conquistato tre medaglie (due argenti e un bronzo) e si è classificata 23ª nel medagliere, mentre nella classifica dei finalisti si è piazzata 16ª con 31 punti (sette piazzati tra i primi otto nelle varie discipline).

## Uomini

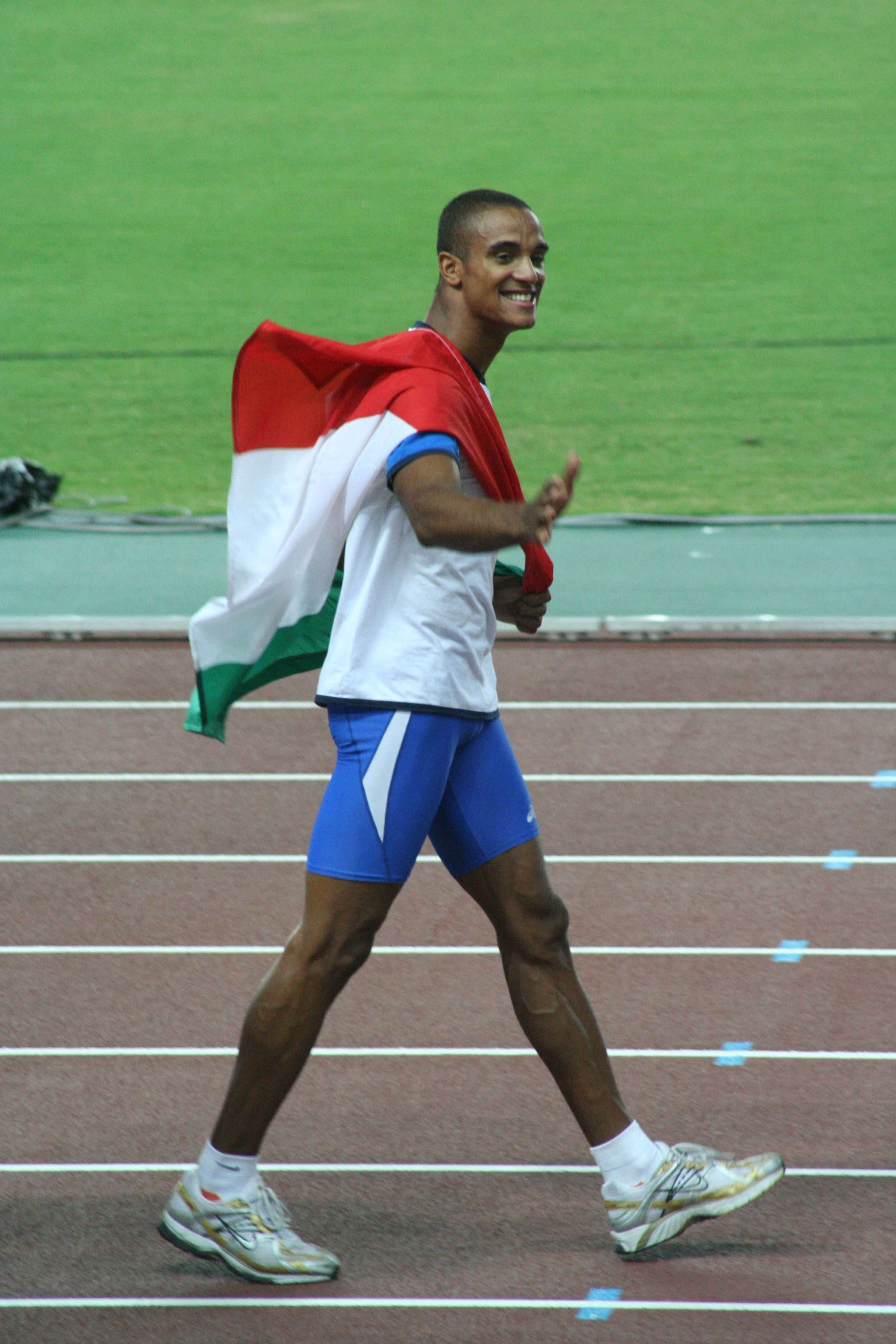
Andrew Howe festeggia l'argento nel salto in lungo

| Specialità          | Atleta | Turno            | Risultato | Prestazione | Note                                     |
| ------------------- | --- | ---------------- | --------- | ----------- | ---------------------------------------- |
| 100 m               | Simone Collio | Batteria         | Q         | 10"22       |                                          |
| 100 m               | Simone Collio | Quarti di finale | Eliminato | 10"31       |                                          |
| 100 m               | Rosario La Mastra                                                                                                | Batteria         | q         | 10"27       | Miglior prestazione personale            |
| 100 m               | Rosario La Mastra                                                                                                | Quarti di finale | Eliminato | 10"32       |                                          |
| 400 m               | Andrea Barberi                                                                                                   | Batteria         | Eliminato | 45"74       | Miglior prestazione personale stagionale |
| 1 500 m             | Christian Obrist                                                                                                 | Batteria         | Q         | 3'41"74     |                                          |
| 1 500 m             | Christian Obrist                                                                                                 | Semifinale       | Eliminato | 3'42"93     |                                          |
| 400 m ostacoli      | Gianni Carabelli                                                                                                 | Batteria         | Q         | 49"81       |                                          |
| 400 m ostacoli      | Gianni Carabelli                                                                                                 | Semifinale       | Eliminato | 50"35       |                                          |
| Maratona            | Migidio Bourifa                                                                                                  | Finale           | dnf       |             |                                          |
| Marcia 20 km        | Giorgio Rubino                                                                                                   | Finale           | 5º        | 1h23'39"    |                                          |
| Marcia 20 km        | Alex Schwazer | Finale           | 10º       | 1h24'39"    | Miglior prestazione personale stagionale |
| Marcia 20 km        | Ivano Brugnetti                                                                                                  | Finale           | dq        |             | [ 2 ]                                    |
| Marcia 50 km        | Alex Schwazer | Finale           | Bronzo    | 3h44'38"    |                                          |
| Marcia 50 km        | Diego Cafagna | Finale           | 18º       | 4h06'03"    |                                          |
| Marcia 50 km        | Marco De Luca | Finale           | dnf       |             |                                          |
| Salto in alto       | Andrea Bettinelli                                                                                                | Qualifica        | Eliminato | 2,26 m      |                                          |
| Salto in alto       | Nicola Ciotti | Qualifica        | Eliminato | 2,26 m      |                                          |
| Salto in lungo      | Andrew Howe | Qualifica        | Q         | 8,17 m      |                                          |
| Salto in lungo      | Andrew Howe | Finale           | Argento   | 8,47 m      | Record nazionale                         |
| Salto triplo        | Fabrizio Donato                                                                                                  | Qualifica        | Eliminato | 16,20 m     |                                          |
| Lancio del disco    | Hannes Kirchler                                                                                                  | Qualifica        | Eliminato | 60,34 m     |                                          |
| Lancio del martello | Nicola Vizzoni                                                                                                   | Qualifica        | Eliminato | 73,64 m     |                                          |
| Staffetta 4×100 m   | Rosario La Mastra Simone Collio Maurizio Checcucci Jacques Riparelli (riserve: Fabio Cerutti Koura Kaba Fantoni) | Batteria         | Eliminata | 38"81       |                                          |

## Donne

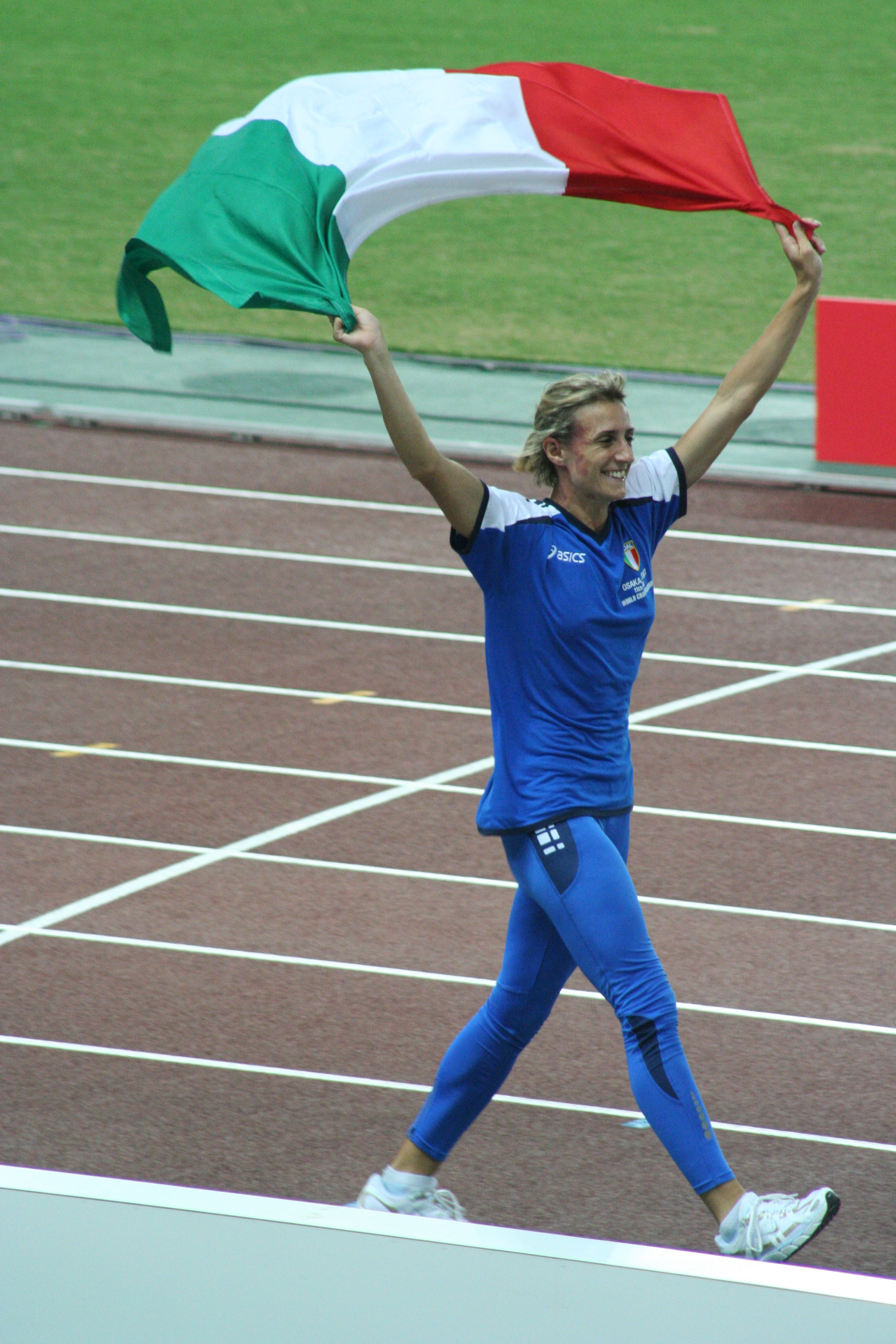
Antonietta Di Martino festeggia l'argento nel salto in alto

| Specialità             | Atleta                | Turno      | Risultato | Prestazione | Note                                     |
| ---------------------- | --------------------- | ---------- | --------- | ----------- | ---------------------------------------- |
| 400 m                  | Daniela Reina         | Batteria   | q         | 52"02       | Miglior prestazione personale stagionale |
| 400 m                  | Daniela Reina         | Semifinale | Eliminata | 51"99       | Miglior prestazione personale stagionale |
| 800 m                  | Elisa Cusma           | Batteria   | q         | 2'00"54     |                                          |
| 800 m                  | Elisa Cusma           | Semifinale | Eliminata | 1'58"63     | Miglior prestazione personale            |
| 5 000 m                | Silvia Weissteiner    | Batteria   | q         | 15'15"74    |                                          |
| 5 000 m                | Silvia Weissteiner    | Finale     | 11ª       | 15'11"81    | Miglior prestazione personale            |
| 3 000 m siepi          | Elena Romagnolo       | Batteria   | Eliminata | 9'50"79     |                                          |
| Maratona               | Anna Incerti          | Finale     | 17ª       | 2h36'36"    | Miglior prestazione personale stagionale |
| Maratona               | Deborah Toniolo       | Finale     | 26ª       | 2h39'46"    | Miglior prestazione personale stagionale |
| Maratona               | Lucilla Andreucci     | Finale     | 48ª       | 2h56'19"    |                                          |
| Maratona               | Giovanna Volpato      | Finale     | dnf       |             |                                          |
| Marcia 20 km           | Elisa Rigaudo         | Finale     | dnf       |             |                                          |
| Salto in alto          | Antonietta Di Martino | Qualifica  | Q         | 1,94 m      |                                          |
| Salto in alto          | Antonietta Di Martino | Finale     | Argento   | 2,03 m      | Record nazionale                         |
| Salto triplo           | Magdelín Martínez     | Qualifica  | Q         | 14,62 m     | Miglior prestazione personale stagionale |
| Salto triplo           | Magdelín Martínez     | Finale     | 5ª        | 14,71       | Miglior prestazione personale stagionale |
| Getto del peso         | Chiara Rosa           | Qualifica  | Q         | 18,77 m     |                                          |
| Getto del peso         | Chiara Rosa           | Finale     | 8ª        | 18,39 m     |                                          |
| Getto del peso         | Assunta Legnante      | Qualifica  | Eliminata | 18,19 m     |                                          |
| Lancio del martello    | Clarissa Claretti     | Qualifica  | q         | 69,53 m     |                                          |
| Lancio del martello    | Clarissa Claretti     | Finale     | 7ª        | 70,74 m     |                                          |
| Lancio del giavellotto | Zahra Bani            | Qualifica  | Eliminata | 59,02 m     |                                          |